# المدورمة (الطيال)

تعديل مصدري - تعديل

المدورمة هي إحدى قرى عزلة بني جبر بمديرية الطيال التابعة لمحافظة صنعاء، بلغ تعداد سكانها 171 نسمة حسب تعداد اليمن لعام 2004.